# Rudolf Pohle (Jurist)
Rudolf Pohle (* 7. Dezember 1902 in Frankfurt am Main; † 29. Juni 1967 in München) war ein deutscher Jurist und Hochschullehrer an der Friedrich-Alexander-Universität Erlangen-Nürnberg und der Ludwig-Maximilians-Universität München sowie Autor juristischer Fachpublikationen.

## Leben
Rudolf Pohle wurde 1902 als Sohn des Privatdozenten an der Frankfurter Akademie für Sozial- und Handelswissenschaften und späteren Professors für Staatswissenschaften an der Universität Leipzig Ludwig Pohle (1869–1926) in Frankfurt am Main geboren. Rudolf Pohle begann 1922 das Studium der Rechts- und Staatswissenschaften an der Universität Graz, das er 1926 nach Aufenthalten an den Universitäten München und Leipzig. abschloss. 1930 folgte die Promotion unter Richard Schmidt in Leipzig. Zuvor hatte Pohle erfolgreich eine Banklehre absolviert.
In der Folge arbeitete Pohle zunächst als Hilfsrichter, später als Direktor der Abteilung Zivilprozessrecht am Landgericht Leipzig, von 1933 bis 1945 als Referent für Zivilprozessrecht im Reichsjustizministerium, wobei er ab 1939 jedoch bis Kriegsende Kriegsdienst leisten musste. 1941 wurde er zum Ministerialrat befördert. 1942 wurde sein Sohn Rolf Pohle geboren. Nach der Entlassung aus der Kriegsgefangenschaft und einer kurzen Zeit als Oberlandesgerichtsrat in Bamberg trat Pohle eine Professur an der Universität Erlangen an. Ab 1947 hatte er dort den Lehrstuhl für Bürgerliches Recht, Zivilprozessrecht, Insolvenzrecht und Freiwillige Gerichtsbarkeit inne. Zudem hatte er an der Julius-Maximilians-Universität Würzburg einen Lehrauftrag für Zivilprozessrecht. Von 1950 bis 1952 war er Rektor der Erlanger Universität. Diesen Lehrstuhl verließ er 1954 und wechselte an die Universität München, wo er bis zu seinem Tode 1967 lehrte und forschte.

## Veröffentlichungen (Auswahl)
- Revision und neues Strafrecht. Weicher, Leipzig 1930. (Dissertation)
- Der Pfändungsschutz für Lohn, Gehalt und ähnliche Bezüge nach den vom 1. Januar 1935 an geltenden Vorschriften. Vahlen Verlag, Berlin 1935.
- Empfiehlt es sich, die Revision (Rechtsbeschwerde) zu den oberen Bundesgerichten (ausser in Strafsachen) einzuschränken und ihre Zulässigkeit in den einzelnen Gerichtsbarkeiten einheitlich zu regeln? Gutachten f.d. 44. Dt. Juristentag. Mohr Siebeck Verlag, Tübingen 1962.
- Zur Beweislast im internationalen Recht. Mohr Siebeck, Tübingen 1963.